# Vượn cáo đầu trắng
Vượn cáo đầu trắng (Eulemur albifrons) là một loài vượn cáo trong họ Lemuridae, bộ Linh trưởng. Loài này được É. Geoffroy mô tả năm 1796.
Vượn cáo đầu trắng sinh sống ở trên cây ở Madagascar. Chúng thường được tìm thấy trên các ngọn cây rừng mưa.

## Hình ảnh

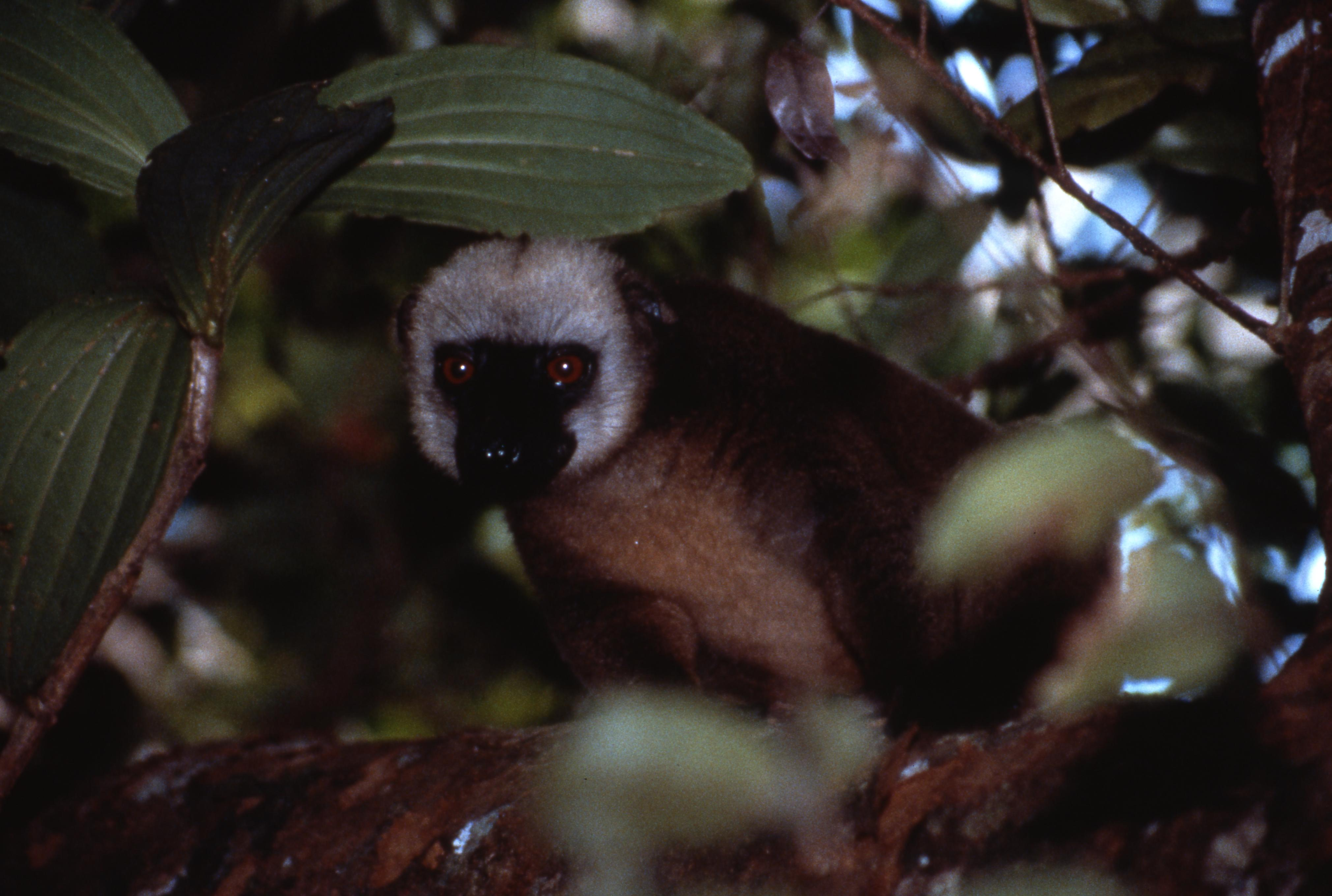
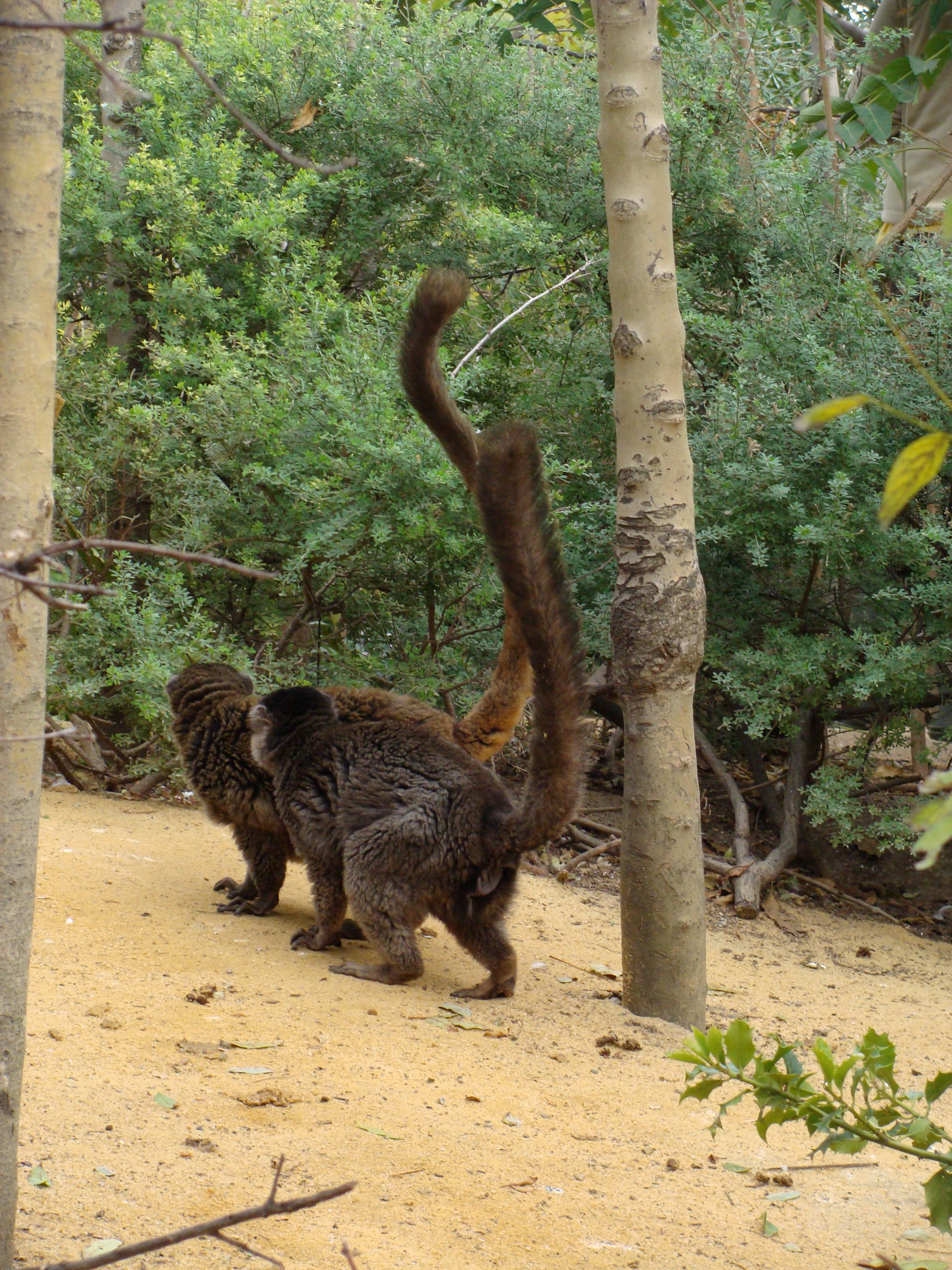
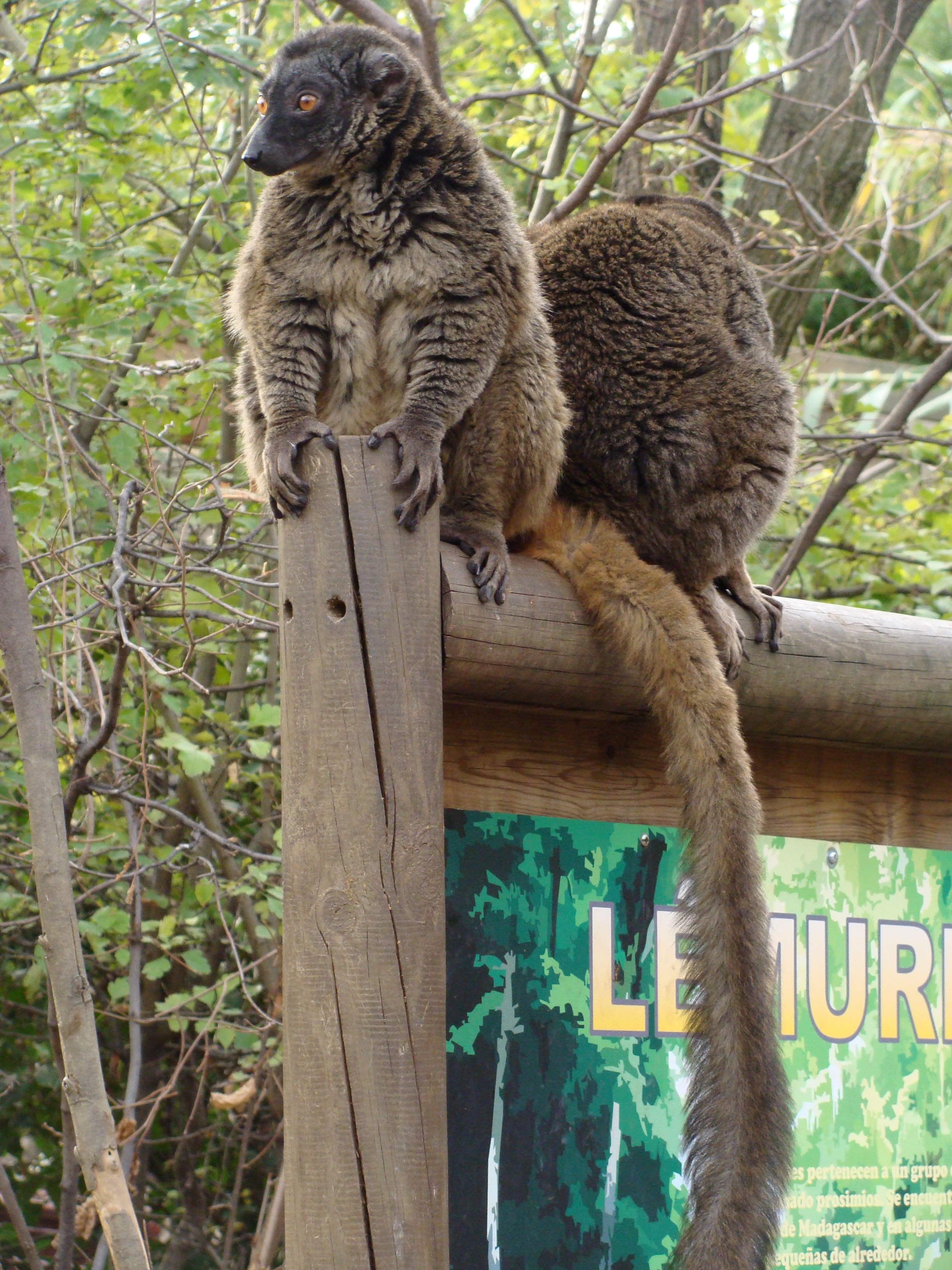
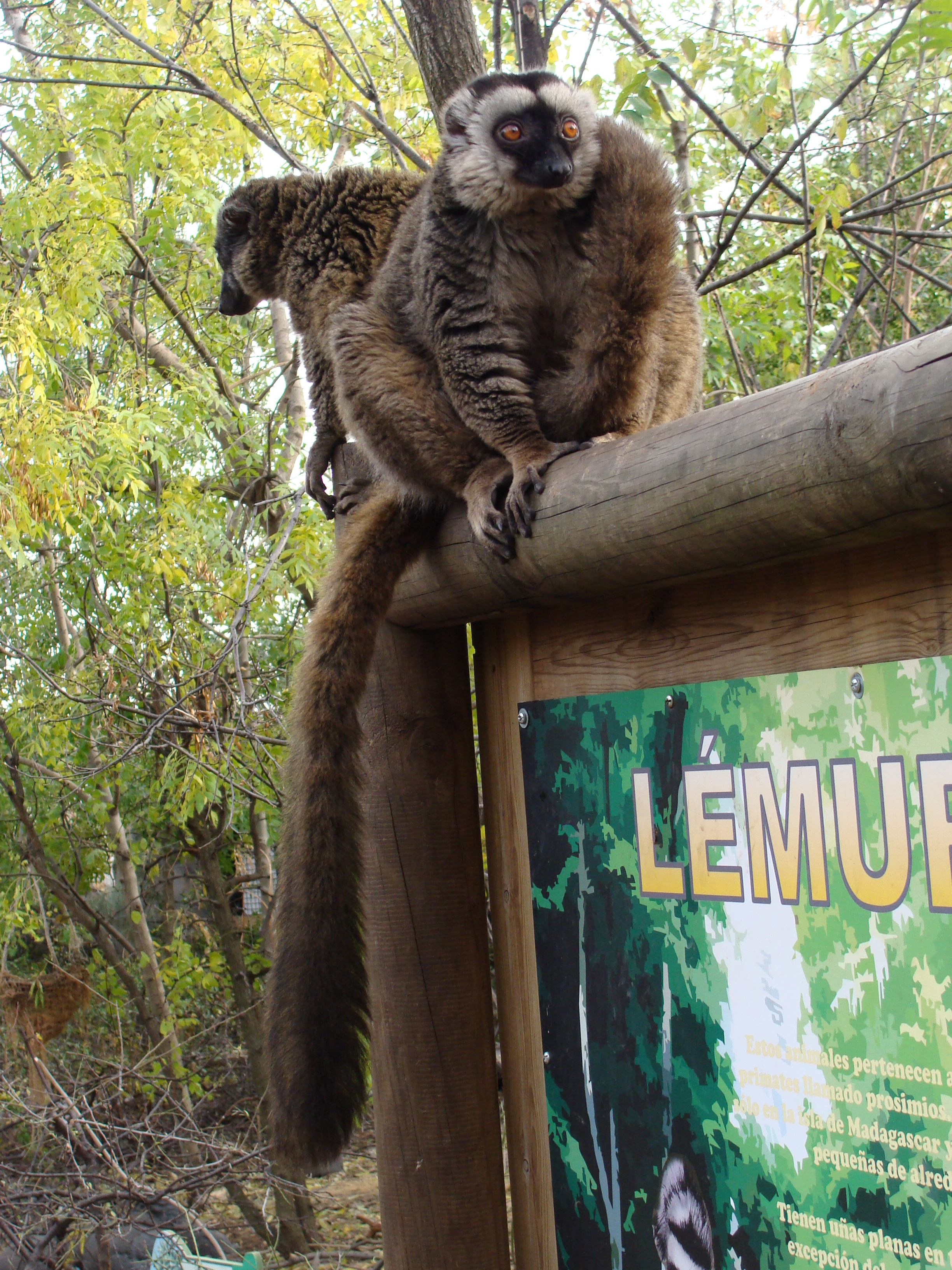